# Something Else (The Cranberries)
Something Else è il settimo album in studio del gruppo alternative rock irlandese The Cranberries, pubblicato nell'aprile 2017. 
È l'ultimo album uscito prima della morte della cantante del gruppo  Dolores O'Riordan, avvenuta il 15 gennaio 2018.
Il disco contiene dieci canzoni già edite ma riarrangiate in versione orchestrale-acustica e tre inediti: The Glory, Rupture e Why. 

## Tracce
1. Linger (acoustic version) – 4:55 (Dolores O'Riordan, Noel Hogan)
2. The Glory – 5:14 (O'Riordan, Hogan)
3. Dreams (acoustic version) – 4:24 (O'Riordan, Hogan)
4. When You're Gone (acoustic version) – 4:10 (O'Riordan)
5. Zombie (acoustic version) – 4:01 (O'Riordan)
6. Ridiculous Thoughts (acoustic version) – 3:07 (O'Riordan, Hogan)
7. Rupture – 4:16 (O'Riordan)
8. Ode to My Family (acoustic version) – 4:43 (O'Riordan, Hogan)
9. Free to Decide (acoustic version) – 3:17 (O'Riordan)
10. Just My Imagination (acoustic version) – 4:02 (O'Riordan, Hogan)
11. Animal Instinct (acoustic version) – 3:39 (O'Riordan, Hogan)
12. You & Me (acoustic version) – 3:33 (O'Riordan, Hogan)
13. Why – 5:01 (O'Riordan)

## Formazione
- Dolores O'Riordan – voce, chitarra, tastiera
- Noel Hogan – chitarra, cori
- Mike Hogan – basso
- Fergal Lawler – batteria, percussioni